# .ro
.ro는 루마니아의 인터넷 국가 코드 최상위 도메인이다. National Institute for R&D in Informatics가 운영한다. 2004년 5월, 64,000 개의 도메인이 .ro 도메인으로 등록되어 있었다.